# Mysmena phyllicola
Mysmena phyllicola là một loài nhện trong họ Mysmenidae.
Loài này thuộc chi Mysmena. Mysmena phyllicola được miêu tả năm 1955 bởi Marples.